# Мартин, Эндрю

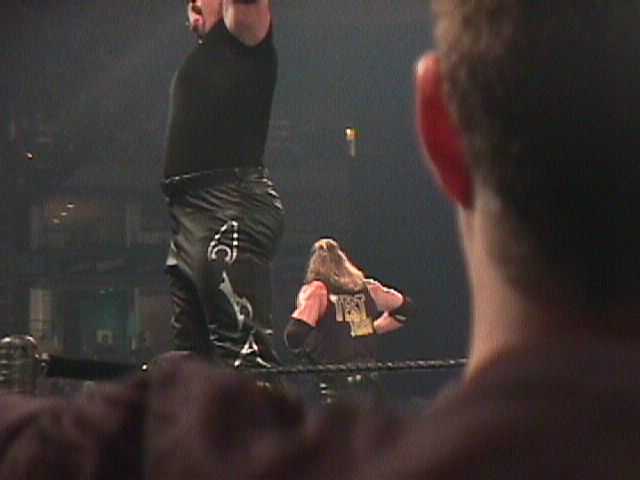
Тест и Альберт на King of the Ring 2000

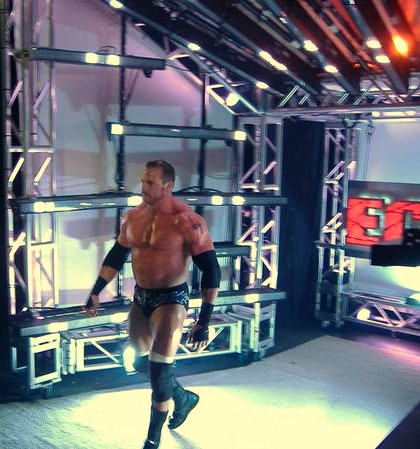
Тест в 2007 году

Э́ндрю Дже́ймс Ро́берт Па́трик Ма́ртин (англ. Andrew James Robert Patrick Martin, 17 марта 1975, Уитби, Онтарио — 13 марта 2009, Тампа, Флорида) — канадский рестлер. Мартин выступал в World Wrestling Federation/Entertainment (WWF/WWE) в 1998—2004 и 2006—2007 годах, под именем Тест (англ. Test).
За девять лет работы в WWF/WWE он добился наибольшего успеха как одиночный исполнитель: интерконтинентальным чемпионом, чемпионом Европы и хардкорным чемпионом. Мартин также добился успеха в командном дивизионе, став командным чемпионом WWF и WCW с Букером Ти.

## Карьера в рестлинге

### Обучение и ранняя карьера (1997—1998)
В середине 1990-х годов, Мартин встретил рестлера Брета Харта в ресторане. После этого Харт предложил ему научиться реслингу. Мартин прошёл 8 месяцев обучения у Харта и Лео Бёрка. Мартин дебютировал в 1997 году, выступая на канадской независимой сцене под именами Мартин Кейн и Ти Джей Тандер. Мартин продолжал тренироваться, но уже с Дори Фанком-младшим в Funkin' Dojo, тренировочном центре в Окале, Флорида.

### World Wrestling Federation/Entertaiment (1998—2004)

#### «Корпорация» (1998—1999)
Мартин дебютировал в World Wrestling Federation 25 октября 1998 года в эпизоде Sunday Night Heat в качестве телохранителя группы Mötley Crüe, выступавшей на шоу. По сценарию Мартин сбросил со сцены слишком ретивого фаната во время репетиции группы. В эпизоде Raw is War от 14 декабря 1998 года Мартин объединился с чемпионом WWF Скалой, напав на его соперника Трипл Эйча. Неделю спустя, в эпизоде Raw от 21 декабря, Мартин дебютировал на ринге в команде со Скалой, победив Трипла Эйч и Икс-пака по дисквалификации. Затем Мартин присоединился к «Корпорации», группировке, состоящей из множества других рестлеров. В это время он получил имя «Тест», так как обычно проверял микрофон словами «Тест… Тест…».

#### Отношения со Стефани Макмэн и T & A (1999—2000)
После покидания «Корпорации», Мартин вступил в «Объединение». Группировка немного фьюдила с «Корпорацией» перед незаметным распадом. Они были известны тем, что выносили с собой на ринг деревяшки.
Затем Мартин начал телевизионные отношения со Стефани Макмэн после победы над Шейном МакМэном в матче на SummerSlam 1999 года, которая повлекла взаимоотношения между Мартином и Стефани. Позже в сюжете, Британский Бульдог ударил мусорным ведром Стефани МакМэн, после чего у неё последовала амнезия. Подготовка к свадьбе шла как обычно, до тех пор пока Игрок не показал видео, где он дал Стефани наркотики и взял её с собой в Лас-Вегас, штат Невада, где они тайно обвенчались. Стефани отвернулась от Мартина и ушла к Игроку. Тест вскоре стал хилом и вместе с Альбертом сформировал команду под названием T & A (Тест и Альберт). Менеджером выступала Триш Стратус. На WrestleMania 2000 они победили Эл Сноу и Стива Блэкмена. Потом на Беклеш 2000, T & A (с Триш Стратус) победил Дадли. На Короле Ринга 2000 T & A потерпели поражение в четырёхстороннем матче за WWF Tag Team Championship Эджу и Кристиану. На Fully Loaded, T & A и Триш Стратус проиграли Братьям Харди и Лите в шестистороннем смешанном матче. На Unforgiven, Тест соревновался за Хардкорное чемпионство WWF, которое выиграл Стив Блэкмен. На No Mercy, T & A и Триш Стратус соревновались против The Acolytes (Бредшоу и Фарук) и Литы, который закончился без результата из-за того, что T & A напали перед матчем на The Acolytes. На Survivor Series, T & A и Триш Стратус столкнулись в матче против Стива Блэкмена, Крэша Холли и Молли Холли. В этом бою они проиграли.

#### «Вторжение» и различные распри (2001—2002)
28 декабря 2000 года Альберт напал на Теста по приказу Стефани Макмэн-Хелмсли, которое означало конец группировки.
Опять, как одиночный рестлер, Тест устранил Уильяма Ригала во время Королевской Битвы 2001, а затем победил его на следующую ночь на Raw is War, чтобы выиграть Европейское чемпионство WWF. Затем Тест враждовал с Эдди Герреро, проиграв ему чемпионство на WrestleMania X-Seven после вмешательства в матч Дина Маленко и Перри Сатурна. 30 апреля, на Raw Is War, Тест победил Трипл Эйча по дисквалификации после того, как Трипл Эйч ударил его стулом и сделал бомбу на стол. На Судном Дне 2001, Тест соревновался в матче тройной угрозы за Хардкорное чемпионство, которое выиграл Райно.
Во время основной сюжетной линии вторжения, Брэдшоу и Фарук с подозрением относились к дружбе Теста и Шейна Макмена. Они решили атаковать Теста, потому что они думали, что он был агентом в WWF. В ответ на Смекдаун 9 августа 2001 года, Тест вступил в Альянс, помогая своим членам альянса Даймонд Далласу Пейджу и Крису Каньону выиграть у АПА WWF Tag Team Championship. Объединившись с Дадли, Тест удержал Брэдшоу на SummerSlam. Чтобы победить АПА и Спайка Дадли в шестистороннем матче. На следующий день, на Raw is war, Стефани подошла к Тесту с задачей избить Криса Джерико после того, как Райно проиграл ему на Summerslam. Несмотря на прошлые конфликты, они пожали друг другу руки, таким образом, наконец, урегулировали злобу между собой и Стефани. После этого Тест выиграл матч против Криса Джерико, затем победил Кейна на No Mercy 2001. В сентябре 2001 года объединился с Букером Ти. Вместе они победили Братьев Разрушения 27 сентября на эпизоде SmackDown, чтобы выиграть WCW Tag Team Championship. Тем не менее, они пошли бы дальше, но потеряли титулы Братьям Харди на эпизоде Raw от 8 октября. 1 ноября Тест и Букер победили Скалу и Криса Джерико на SmackDown, чтобы выиграть WWF Tag Team Championship, который они проиграли Братьям Харди 11 дней спустя на Raw.
После этого Тест вернулся в одиночные поединки и начал враждовать с Эджем. После победы Тест отобрал у Эджа Интерконтинентальное чемпионство. Тест потерял титул Эджу на Survivor Series 2001 года в матче за чемпионства WCW Соединённых Штатов и Интерконтинентального чемпионства. В ту же ночь, Тест выиграл Battle Royale, предоставивший ему иммунитет от увольнения в течение года после нападения на Скотти 2 Хотти. В течение следующих нескольких недель был построен сюжет вокруг Теста с использованием этого иммунитета, но сюжет никуда не входил, и вскоре он был понижен. На Vengeance 2001, Тест и Кристиан проиграли Скотти 2 Хотти и Альберту.
На Королевской Битве 2002, Тест соревновался в матче Royal Rumble, но был уничтожен Стивом Остином. На No Way Out 2002, Тест и Букер Ти столкнулись против Тазза и Спайка Дадли за WWF Tag Team Championship, но не смогли выиграть титулы. 13 июня Тест победил Урагана в квалификационном матче Короля ринга 2002. На следующей неделе, Tест победил Хардкорного Холли в четвертьфинале. На Короле Ринга 2002 Тест проиграл Броку Леснару.
Он объединился вместе с Лэнсом Штормом и Кристианом в группировку под названием Антиамериканцы. Сами участники группировки утверждали, что они подвергались жестокому обращению со стороны американцев. Первоначально группировка была канадская, но потом к ним присоединился Уильям Регал. Сюжетная линия достигла кульминации в матче на Summerslam, где Гробовщик победил Теста. Антиамериканцы проиграли команде Кейна, Голдаста, Букера Т и Бубба Рэйа Дадли на Unforgiven. После серии поражений Антиамериканцы распались в сентябре 2002 года.

#### Отношения с Киблер (2002—2003)
В октябре 2002 года, после того, как распались Антиамериканцы, Тест получил Киблер как подругу на экране и «консультанта по имиджу». В конечном итоге это завершилось для Теста подстригом своих длинных волос в короткие. В 2003 году на Королевской Битве, Тест соревновался в матче Royal Rumble, но был уничтожен Батистой. В мае Тест сформировал команду со Скоттом Штайнером, по просьбе Киблер, и на Судном Дне 2003, они столкнулись в матче с La Resistance, в котором проиграли. Позже ночью, Тест участвовал в Battle Royal за вакантный Интерконтинентальный титул, но в конце концов был уничтожен. Тест и Стейси в конечном итоге поругались из-за продолжающегося плохого обращения со Стейси. На Bad Blood 2003, Скотт Штайнер победил Теста в матче за Киблер. 18 августа Тест победил Штайнера в матче за Киблер. После этого Тест сделал Киблер своей рабыней. Тест победил Штайнера на Unforgiven 2003, после чего стал лакеем Теста. Штайнер напал на Стейси, обвиняя её в его поражении. Затем Тест освободил Штайнера и они стали командой. Они два раза проигрывали в матчах за командные пояса. Затем Фоли освободил Киблер от обязанности менеджера. Затем были вновь наняты Эриком Бишофом, после его возвращения на должность генерального директора RAW. Тест и Скотт Штайнер участвовали в матче за командные пояса на Армагеддоне 2003, но безуспешно.

#### Противостояние со Стивеном Ричардсом (2003—2004)
У Теста был короткий фьюд со Стивеном Ричардсом, который начался после того, как Тест провёл Виктории (подруга Ричарда на экране) Биг Бут в челюсть. Они боролись несколько раз на Heat. 19 января на Raw Тест соревновался в матче тройной угрозы в отборочном матче против Голдберга и Скотта Штайнера. После того, как Голдберг выиграл матч, команда Теста и Штайнера официально расформировалась. На Royal Rumble 2004, Тест был нокаутирован за кулисами. Под номером Теста вышел Мик Фоли в качестве замены. Тест отомстил 2-го февраля, когда он и Рэнди Ортон напал на Мика Фоли за кулисами. Тест начал конкурировать с Рико и Стивеном Ричардсом регулярно на Heat. Противостояние Теста и Стивена закончилось 29 февраля на Heat в матче без дисквалификации победой Теста. 1-го марта, Тест и Мэтт Харди были побеждены Робом Ван Дамом и Букером Ти на RAW.
В июле 2004 года Мартину была проведена операция на позвоночнике в исполнении доктора Ллойда Янгблада. 1 ноября 2004 года было объявлено, что он был освобожден от контракта с WWE вместе с Эй-Трейном и Билли Ганном.

#### Возвращение в WWE (2006—2007)
6 Марта 2006 года WWE объявило о возвращении Теста. Изначально он должен был участвовать в тёмных матчах на Raw и SmackDown!, но когда начали показывать новое ECW, его дебют решили провести там. 6 июля Тест победил Эл Сноу. Всё время, которое Тест провёл на ECW, играл роль злодея, но несмотря на это имел сильный пуш. Вскоре, после дебюта, победил Томми Дримера и получил место в Extreme Elimination Chamber за пояс ECW. Этот бой произошёл на празднике December to Dismember. Тест успел победить Хардкор Холли и Роба Ван Дама, но потом был побеждён Бобби Лэшли после Гарпуна сквозь стол. У Теста начался фьюд с Бобби Лэшли за чемпионство ECW. На Королевской Битве 2007 Бобби Лэшли победил Теста. Последний матч Теста был 30 января на епизоде ECW, где он был снова побеждён Лэшли.
Позже WWE заявило, что Тест отстранён на 30 дней за использование допинга, а затем был уволен.

### Total Nonstop Action Wrestling (2007)
Дебют Теста в TNA состоялся 2 августа 2007 года, когда он помог Стингу и Эбиссу победить Кристиана и AJ Styles’a в командном матче с лестницами. Позже у него прошёл бой на Hard Justice 2007, там он вместе с Эбиссом и Стингом победил Christian’s Coalition (Кристиан, Тайсон Томко и AJ Styles). После этого Тест покинул TNA.

### Последние года карьеры (2007-2009)
19 декабря 2007 года Мартин объявил, что отправится в заключительное турне по Великобритании, Ирландии и Франции в феврале и марте 2008 года, прежде чем завершить карьеру рестлера. В декабре 2008 года завершил своё турне по Франции, проиграв Рене Дюпри в серии матчей. Тем не менее, Мартин провёл ещё два матча в феврале 2009 года в Японии. 1 февраля того же года победил Лэнса Хойта. Через два дня, 3 февраля, победил Мицую Нагаи.

## Личная жизнь
Мартин встречался со Стейси Киблер с 2001 по 2005 год. Он также встречался с Келли Келли, с 2007 года до самой своей смерти в марте 2009 года.

## Смерть
Мартин был найден мертвым в своей квартире в Тампе, Флорида, 13 марта 2009 года, за четыре дня до своего 34-го дня рождения. В полицию обратились после того, как соседи поняли, что Мартин некоторое время неподвижно лежал на диване, и увидели его через окно снаружи квартиры Мартина, что побудило их позвонить в службу 911. Власти извлекли тело Мартина, поднявшись на балкон и убедившись, что он действительно мертв. Токсикологическая экспертиза показала, что смерть Мартина наступила в результате случайной передозировки рецептурного обезболивающего препарата оксикодона. Сообщалось, что в августе 2008 года Мартин поступил в реабилитационный центр для наркоманов и алкоголиков в Уэст-Палм-Бич, Флорида, после того, как обратился за помощью к WWE, своему бывшему работодателю, по поводу своих проблем с зависимостью. Тело Мартина было кремировано, а его останки были отправлены самолетом к его семье в его родной город Уитби, Онтарио.
Позже судебный патологоанатом доктор Беннет Омалу установил, что у Мартина была тяжелая хроническая травматическая энцефалопатия (ХТЭ) — заболевание мозга, вызванное повторяющимися сотрясениями и субконтузионными травмами головы, которое может вызвать сильные головные боли, перепады настроения, депрессию и/или агрессивное поведение. Канадский рестлер и один из кумиров Мартина, Крис Бенуа, также страдал от ХТЭ до своей смерти в июне 2007 года, и было установлено, что это заболевание стало одним из факторов двойного убийства и самоубийства Криса Бенуа.

## Титулы и достижения
- Pro Wrestling Illustrated
  - № 37 в топ 500 рестлеров в рейтинге PWI 500 в 2001[11]
- Wild West Wrestling
  - Чемпион WWW в тяжёлом весе (1 раз)[2]
- World Wrestling Federation/World Wrestling Entertainment
  - Хардкорный чемпион WWF (2 раза)[12]
  - Чемпион Европы WWF (1 раз)[13]
  - Интерконтинентальный чемпион WWF (1 раз)[14][15]
  - Командный чемпион WWF (1 раз) — с Букером Ти[16]
  - Командный чемпион WCW (1 раз) — с Букером Ти[17]